# Ранкки
Ранкки (фин. Rankki), также Ранкэ (швед. Rankö) — небольшой частный остров в юго-восточной Финляндии. Расположен в Финском заливе Балтийского моря, к югу от порта Котка, к востоку от острова Кауниссари, к юго-востоку от острова Муссало, к юго-западу от острова Кутсало и к западу от острова Кирконма. Административно относится к общине Котка в области Кюменлааксо.

## История
В XIX веке на острове Ранкки была установлена башня.
В 1914 году, после начала Первой мировой войны остров начала укреплять Российская империя как часть морской крепости Императора Петра Великого. На острове построена батарея. В 1916 году укрепления были завершены, но  вскоре заброшены после Революции 1917 года в России.
В ходе советско-финляндской войны 1939—1940 гг. на острове Ранкки были установлены 2 береговые батареи (пять 152-мм орудий) 2-го отдельного артиллерийского дивизиона береговой обороны со штабом в городе Хамина под командованием подполковника Т. Кайнулайнена.
Во время отвлекающей операции морской пехоты 3 марта 1940 года в 9 часов 1-й батальон Отдельной специальной стрелковой бригады (ОССБ) и 50-й стрелковый батальон, наступающие с острова Гогланд на острова Хаапасаари, Кильписаари и Таммио, подверглись обстрелу со стороны батарей Ранкки и Кирконма. В 9 ч 29 мин 1-й батальон ОССБ занял остров Аскери и башню Луппи, а 50-й стрелковый батальон продолжал продвигаться вперёд под сильным огнём артиллерии противника. В 10 ч 00 мин батальоны попали под заградительный огонь финнов со стороны островов Кирконма и Ранкки, но продолжали вести наступление, неся при этом потери. Находясь под впечатлением сильного артобстрела противника, в 14 ч 40 мин майор А. П. Рослов доложил в штаб флота, что несёт большие потери (хотя на самом деле они были незначительны), а потому отходит на остров Гогланд. К 15 часам на Гогланд стали прибывать отошедшие части морских пехотинцев. Узнав о небольших потерях отряда Рослова, командующий Зимней обороной Г. Т. Григорьев в 16 ч 45 мин приказал прекратить отход и продолжать наступление на остров Кильписаари. 50-й стрелковый батальон и 1-й батальон ОССБ полностью вернулись на Гогланд в ночь с 4 на 5 марта.
До 2015 года остров принадлежал Оборонительным силам и был закрыт для посещения. В 2015 году правительство продало его. Владельцем острова Ранкки и бывшего форта в южной части острова Кирконмаа за 700 тыс. евро стал и до настоящего времени является предприниматель Исмо Рятю.